# Herniaria
- Commons
- Wikispecies

Herniaria L. é um género botânico pertencente à família Caryophyllaceae.

## Espécies
- Herniaria cachemiriana
- Herniaria capensis
- Herniaria caucasica
- Herniaria cinerea
- Herniaria glabra
- Herniaria hirsuta
- Herniaria kotovii
- Herniaria parnassica
- Herniaria polygama
- Herniaria pujosii
- Herniaria setigera
- Herniaria suavis
- Lista completa

## Classificação do gênero
| Sistema | Classificação                    | Referência               |
| ------- | -------------------------------- | ------------------------ |
| Linné   | Classe Pentandria, ordem Digynia | Species plantarum (1753) |